# Hugo Meisl
Pour les articles homonymes, voir Meisel.
Hugo Meisl (né le 16 novembre 1881 à Malešov et mort le 17 février 1937 à Vienne) est un joueur, entraîneur, arbitre et dirigeant de football autrichien.

## Biographie
Après avoir passé cinq ans au Vienna Cricket and Football-Club, puis officié en tant qu'arbitre, Meisl devient sélectionneur de l'équipe d'Autriche de football de 1912 à sa mort en 1937 des suites d'une crise cardiaque. Il est aussi secrétaire général de la Fédération d'Autriche de football dès les années 1920. Il instaure le professionnalisme en Autriche et crée la Coupe Mitropa.

## Palmarès
Tous les titres ont été remportés avec l'équipe d'Autriche de football en tant qu'entraîneur.
- Vainqueur de la Coupe internationale en 1932.
- Finaliste de la Coupe internationale en 1930 et 1935.
- Quatrième de la Coupe du monde en 1934.
- Vice-champion olympique en 1936.
- Membre de l'International Jewish Sports Hall of Fame en 1981.